# Caio Ibelli
Caio Ibelli est un surfeur professionnel brésilien né le 11 octobre 1993 à Guarujá, dans l'État de São Paulo, au Brésil. Il participe pour la première fois au circuit d'élite de la World Surf League en 2016.

## Biographie
Ibelli est sacré champion du monde junior en 2012, mais ne parvient à se qualifier pour le circuit d'élite de la World Surf League qu'en 2016 après avoir remporté le titre de champion du monde QS en 2015. Il est sacré Rookie of the year en terminant 16e au classement général.

## Palmarès et résultats

### Saison par saison
- 2012
  - Champion du monde junior

- 2013
  - 1er du Hainan Classic à Wanning (Chine)

- 2015
  - 3e du Quiksilver Pro Saquarema à Saquarema (Brésil)
  - 3e du Ballito Pro à Ballito (Afrique du Sud)
  - 2e du Allianz Billabong Pro Cascais à Cascais (Portugal)

### Classements
| Année             | 2011 | 2012 | 2013 | 2014 | 2015 | 2016 |
| ----------------- | ---- | ---- | ---- | ---- | ---- | ---- |
| Championship Tour |      |      |      |      | 44e  | 16e  |
| Qualifying Series | 100e | 116e | 52e  | 47e  | 1er  | 107e |